# Terremoto de Los Ángeles de 2008
El terremoto de Los Ángeles de 2008 o el terremoto de Chino Hills de 2008 ocurrió en el sur de California el 29 de julio de 2008. Según el Servicio Geológico de Estados Unidos, el terremoto tuvo una magnitud de 5,4 en la escala de Richter con epicentro en el área de Chino Hills al este de la Ruta Interestatal de California 142, aproximadamente a 48 kilómetros al sureste del centro de Los Ángeles, a las 11:42 hora local TDP (18:42 UTC), con una duración de un minuto.
El sismo fue sentido hasta el sur de San Diego, y tan lejos como el este de Las Vegas, y al norte de Palmdale. Muchos rascacielos, al igual que los turistas del parque de atracciones de Disneyland, fueron evacuados después de las réplicas.
Originalmente la magnitud fue estimada en 5.8, o el terremoto más fuerte sentido en California desde el terremoto de Parkfield-San Bernardino de 2004, y el más fuerte en un área urbanizada desde el terremoto de Northridge de 1994.
El gobernador Arnold Schwarzenegger activó a los Oficiales de Servicio de Emergencia (OES).
La Oficina de los Servicios de Emergencias de California les pidió a los residentes del Sur de California a no usar los celulares y teléfonos para evitar colapsos. Un vocero de la OES, Kelly Huston dijo, "El sistema ahí en el área está sobrecargado, y eso crea una situación muy peligrosa cuando las personas necesitan llamar al 911 para una emergencia."

## Predicciones
Tres pequeños temblores ocurrieron dos meses antes de este evento. Esos pequeños temblores ocurrieron cerca de Anaheim Hills, California, siete millas al suroeste de Chino Hills. Estos temblores tuvieron una magnitud inferior a los 3.0 grados y todos ocurridos en cuatro días. 
Justo tres días antes del temblor, el Orange County Register reportó una inusual baja actividad sismológica en el Sur de California. Entre el 20 de julio y el 26 de julio de 2008, no ocurrió ningún temblor superior a los 3.0 grados, algo extremadamente raro. El artículo especuló que la calma era un aviso de que podría ocurrir un temblor de gran magnitud.

## Daños y heridos

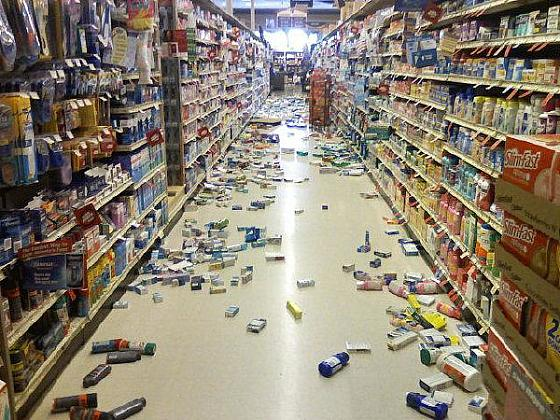
Productos caídos al piso en Yorba Linda como resultado del terremoto en Chino Hills. Yorba Linda está localiza a cinco millas al sur del epicentro.

En los reportes preliminares no se reportaron daños significativos o muertos a pesar de la ubicación del sismo. La mayoría de la infraestructura del área de Chino Hills es relativamente nueva y muy preparada en caso de un terremoto. A diferencia de terremotos anteriores de igual magnitud, como el terremoto de Northridge de 1994 o el terremoto de Whittier Narrows de 1987 en la cual causaron algunos daños estructurales, este terremoto causó sólo daños menores.
La autopista 91 fue afectada debido a una pequeña ruptura causada por el terremoto cerca de Anaheim Hills aproximadamente siete millas al suroeste del epicentro. El Departamento de Transporte de California concluyó que la ruptura no podría causar peligro. Un pequeño deslizamiento cerca de la autopista en Anaheim Hills causó una congestión sin reportarse danos estructurales o heridos.

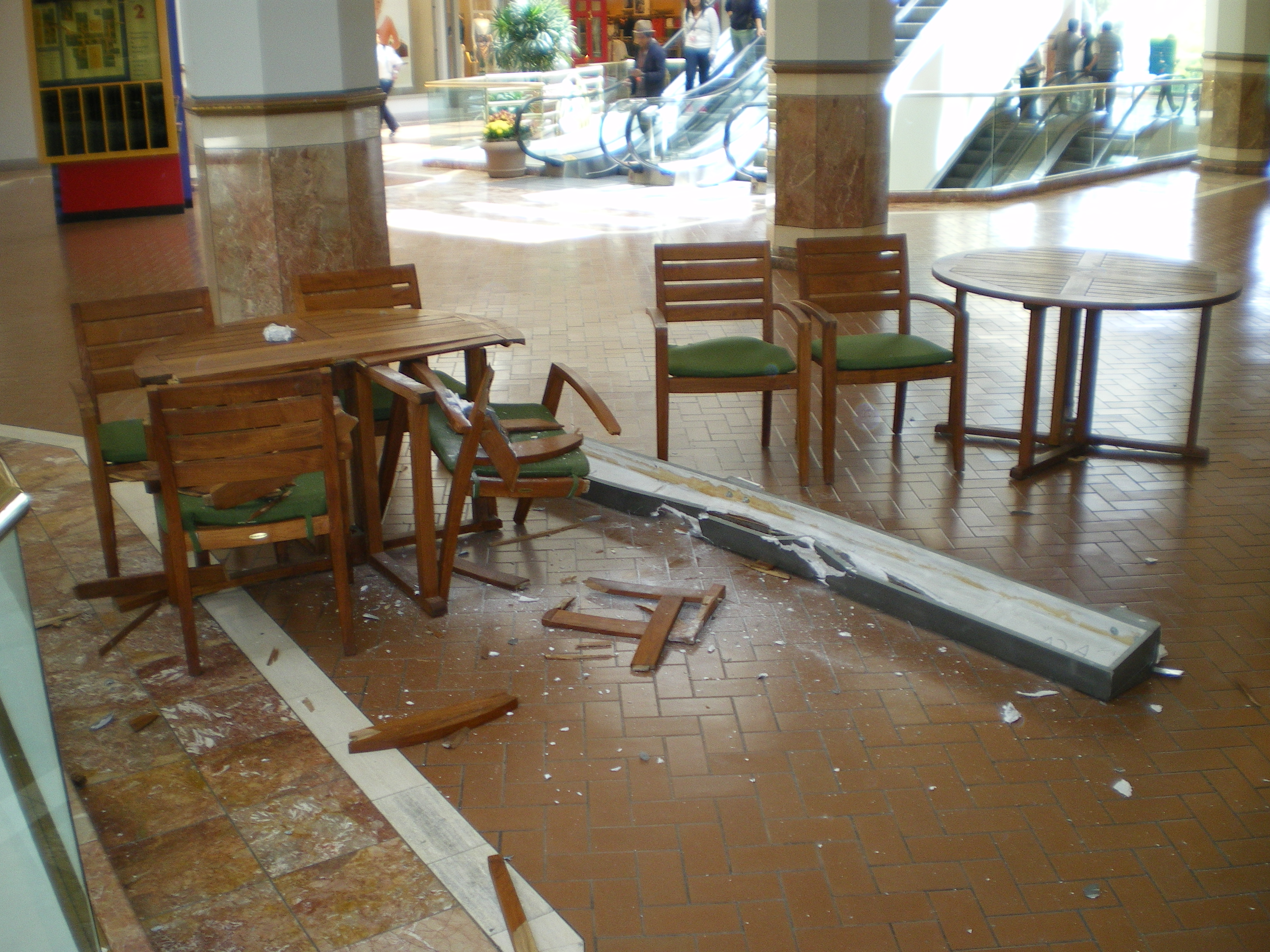
Daños provocados por el terremoto en el centro comercial South Coast Plaza en Costa Mesa.

La Universidad Estatal de California Fullerton sufrió algunos daños en los edificios más antiguos. La Universidad Chapman en el condado de Orange reportó una ruptura en la cañería. También se reportó una ruptura en la cañería del San Antonio Community Hospital en Upland.
Los parques de atracciones de Disneyland y Universal Studios Hollywood fueron evacuados y cerrados temporalmente.
Algunos heridos de poca gravedad fueron reportados en la comunidad de ancianos Brea. En el Hospital Saint Jude Medical Center en el condado de Orange, tres personas fueron heridas cuando parte del cielo razo les cayo encima debido al terremoto.
Algunos cortes eléctricos fueron registrados en Chino, Chino Hills, Diamond Bar y Pomona. El sistema de radar dejó de funcionar en el Aeropuerto Internacional de Los Ángeles. El techo en Weir Canyon Honda en Anaheim Hills colapsó completamente, pero nadie resultó herido ya que el personal que comúnmente se encuentra a esas horas en el edificio estaban en otro lugar al instante del terremoto.